# Jenni Haukio

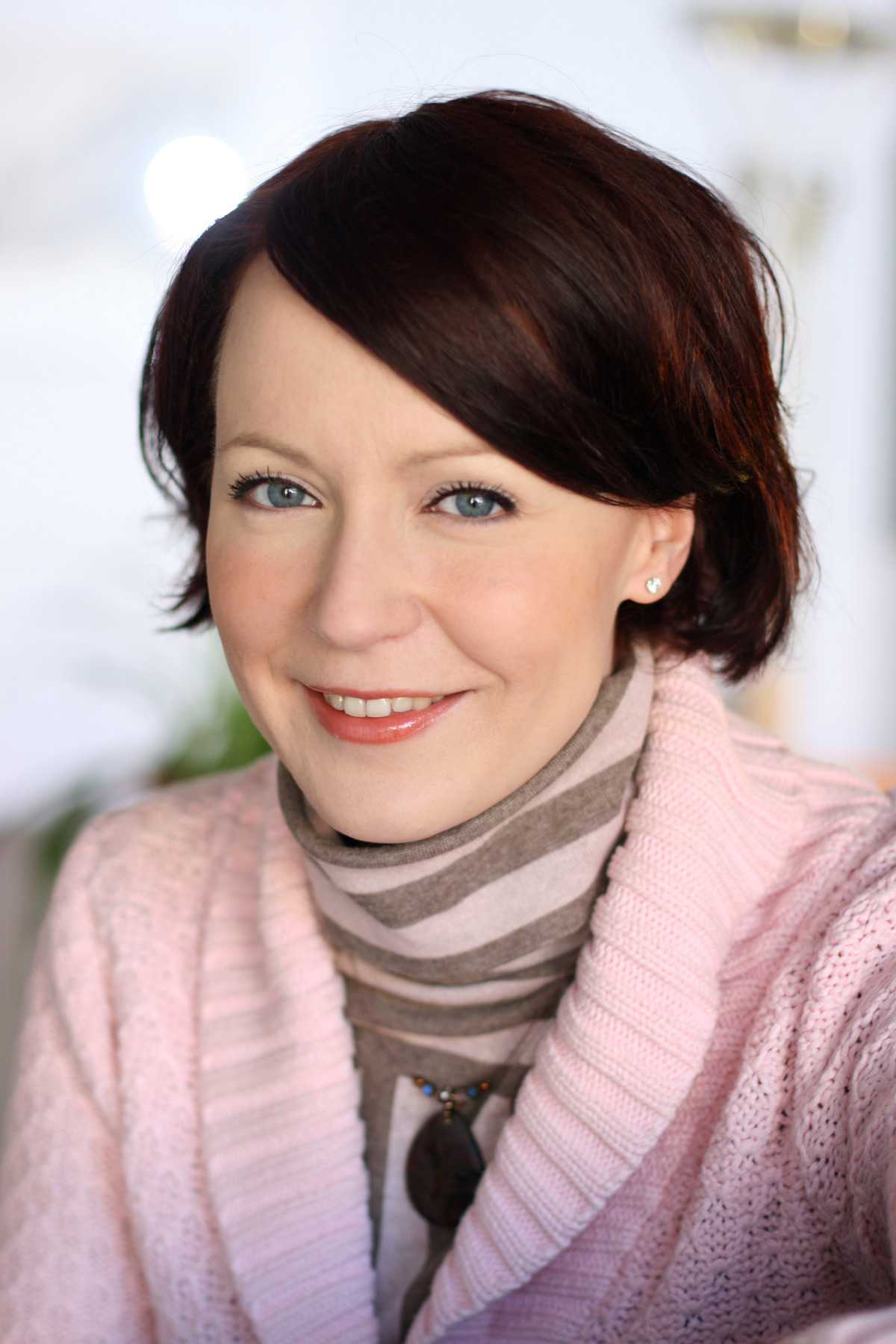
Haukio in 2008

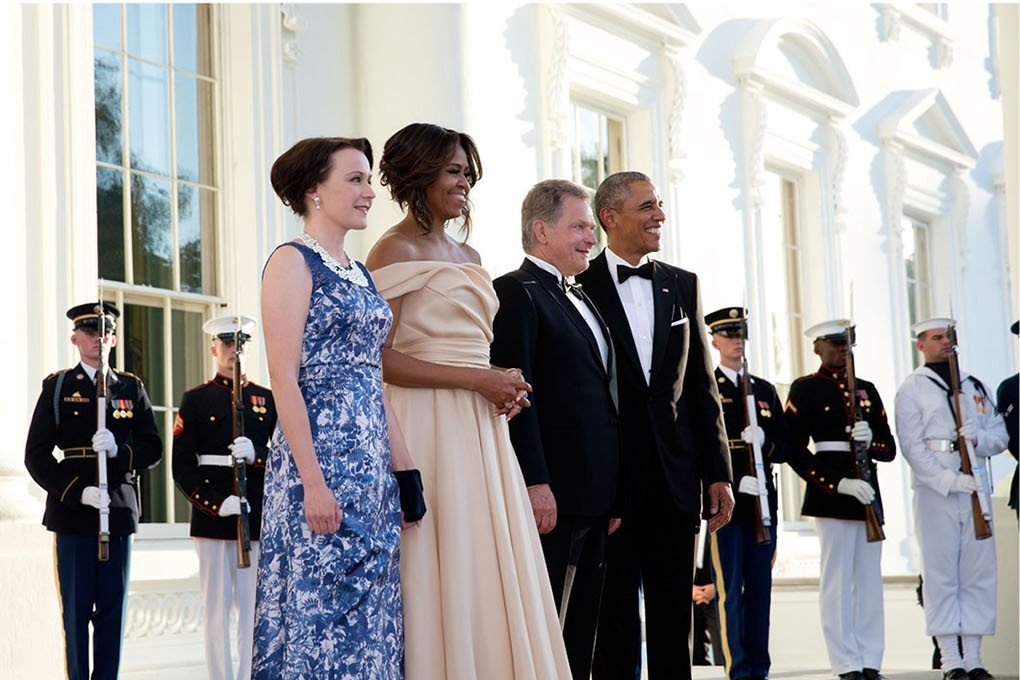
Barack e Michelle Obama, Sauli Niinistö e Jenni Haukio prima della Cena di Stato nel 2016

Jenni Elina Haukio (Pori, 7 aprile 1977) è una poetessa finlandese, seconda moglie dell'ex presidente della Finlandia Sauli Niinistö (2012-2024).

## Biografia
Haukio si è laureata dall'Università di Turku con un master in scienze politiche nel 2001. Ha completato la sua tesi per il dottorato in scienze politiche sulla digitalizzazione delle campagne di partito all'Università di Helsinki nel 2022.
Ha lavorato all'Università di Turku, prima come assistente ricercatrice e poi come addetta alle comunicazioni. Dal 2003 al 2005 è stata assistente parlamentare e dal 2005 al 2012 ha lavorato per il Partito di Coalizione Nazionale. 
Da febbraio 2012 Haukio è responsabile del programma per la Fiera del Libro di Turku.
Haukio ha pubblicato tre raccolte di poesie. La prima ha vinto il concorso nazionale di poeti debuttanti Runo-Kaarina nel 1999.

## Vita privata
Haukio ha incontrato Sauli Niinistö, allora vedovo, nel 2005, mentre lavorava per il National Coalition Party. Haukio ha intervistato Niinistö per la rivista del partito Nykypäivä. In seguito sono diventati una coppia, ma hanno tenuto segreta la loro relazione fino al loro matrimonio, il 3 gennaio 2009. Il loro primo figlio, Aaro Veli Väinämö Niinistö, è nato il 2 febbraio 2018.